# Chiesa dell'Immacolata (Terragnolo)
La chiesa dell'Immacolata è un luogo di culto di Zoreri, frazione del comune sparso di Terragnolo, in Trentino. Fa parte dell'ex-decanato di Rovereto dell'arcidiocesi di Trento e la sua costruzione risale al XIX secolo.

## Storia

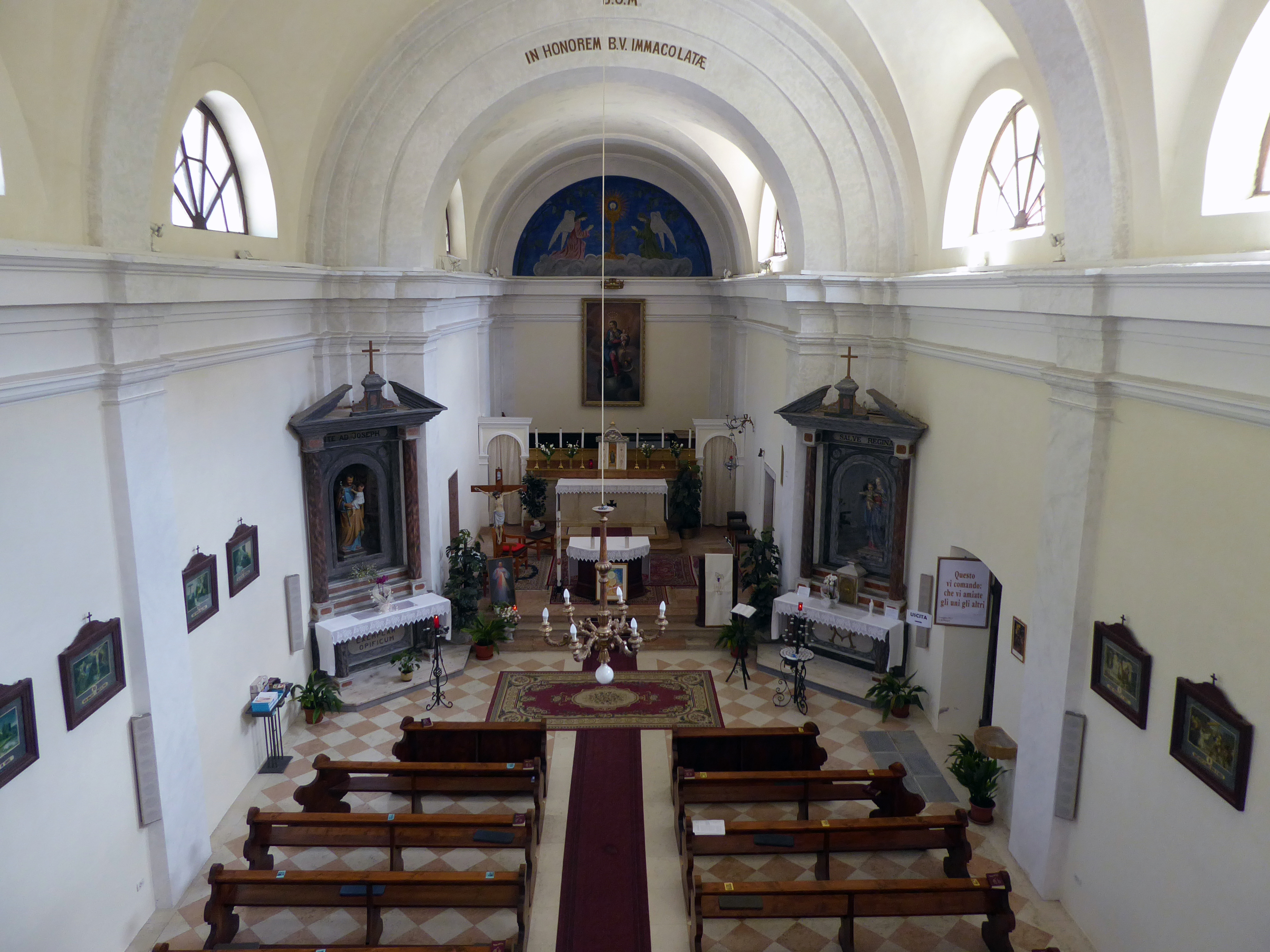
Interno

La costruzione iniziò nel 1850 e si concluse, con alcune interruzioni, nel 1885.
Tutta la popolazione contribuì ai lavori. I coppi furono portati dalle fornaci di San Nicolò e la sabbia fu prelevata dal letto del torrente Leno. 
Fu elevata a curazia nel 1910. Il primo curato fu Federico Sauda, che durante la guerra del 1915-1918 seguì la popolazione che era stata trasferita a Mitterndorf. Nel periodo bellico il luogo di culto fu profanato e utilizzato come magazzino e macelleria militare.
Venne elevata a dignità di chiesa parrocchiale nel 1944 poi, tra il 1950 e il 1952, venne costruito anche il cimitero sottostante, benedetto nel maggio 1953. Nuovi lavori per completare l'edificio furono realizzati negli anni ottanta.

## Descrizione
La torre campanaria, eretta solo 1934, inizialmente ebbe solo 2 campane e altre due vennero aggiunte nel 1971.
La Chiesa venne dedicata all'Immacolata Concezione, patrona della frazione.
Gli interni sono molto poveri. La pala dell'altare maggiore raffigura la Madonna, e risale al 1856. I due altari laterali sono dedicati a San Giuseppe e a Maria Ausiliatrice.